# Atenery Hernández
Atenery Hernández Martín (San Cristóbal de La Laguna, 10 de diciembre de 1994) es una deportista española que compite en halterofilia, ganadora de una medalla de plata en el Campeonato Europeo de Halterofilia de 2017, en la categoría de 53 kg.

## Palmarés internacional
| Campeonato Europeo | Campeonato Europeo | Campeonato Europeo | Campeonato Europeo |
| Año                | Lugar              | Medalla            | Categoría          |
| ------------------ | ------------------ | ------------------ | ------------------ |
| 2017               | Split (Croacia)    | Medalla de plata   | 53 kg              |